# Portrait in Jazz

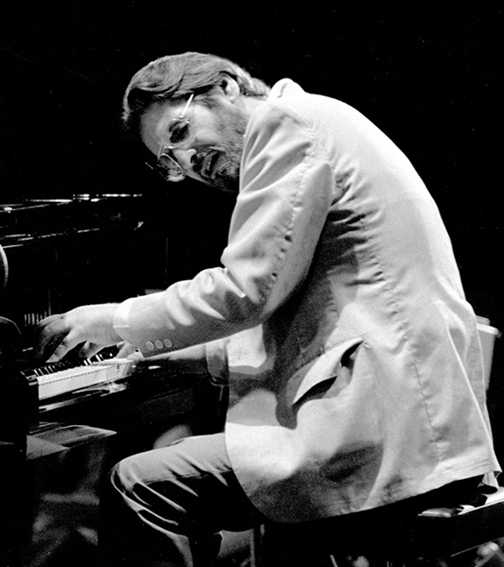
photo de Bille Evan durant le Montreux Jazz Festival (13/07/1978)

Albums de Bill Evans
On Green Dolphin Street Explorations
Portrait in Jazz est un album du pianiste de jazz Bill Evans paru en 1960.

## Historique
Cet album, produit par Bill Grauer et Orrin Keepnews, a été initialement publié en 1960 par Riverside Records (RLP 12-315).
Il a été enregistré à  New York, le 28 décembre 1959 (le 18 et le 27 septembre). L'ingénieur du son était Jack Higgins
Cet album a été aussi édité, en 1976, sous forme de double LP (couplé avec l'album Explorations), sous le titre Spring Leaves (Milestone, M-47034).

## Titres de l’album
| No  | Titre                             | Auteur                                       | Durée |
| --- | --------------------------------- | -------------------------------------------- | ----- |
| 1.  | Come Rain or Come Shine (prise 5) | Harold Arlen, Johnny Mercer                  | 3:19  |
| 2.  | Autumn leaves                     | Joseph Kosma, Jacques Prévert, Johnny Mercer | 5:54  |
| 3.  | Autumn Leaves (prise 9 – mono)    | Joseph Kosma, Jacques Prévert, Johnny Mercer | 5:23  |
| 4.  | Witchcraft                        | Cy Coleman, Carolyn Leigh                    | 4:30  |
| 5.  | When I Fall in Love               | Victor Young, Edward Heyman                  | 4:52  |
| 6.  | Peri's Scope                      | Bill Evans                                   | 3:10  |
| 7.  | What is This Thing Called Love ?  | Cole Porter                                  | 4:32  |
| 8.  | Spring is Here                    | Richard Rodgers, Lorenz Hart                 | 5:02  |
| 9.  | Someday my Prince Will Come       | Frank Churchill, Larry Morey                 | 4:50  |
| 10. | Blue in Green (prise 3)           | Miles Davis, Bill Evans                      | 5:20  |

Titres additionnels sur certaines rééditions en cd :
| No  | Titre                                       | Auteur                      | Durée |
| --- | ------------------------------------------- | --------------------------- | ----- |
| 11. | Blue in Green (prise 1)                     | Miles Davis, Bill Evans     | 4:39  |
| 12. | Blue in Green (prise 2)                     | Miles Davis, Bill Evans     | 4:25  |
| 13. | Come Rain or Come Shine (prise 4) (prise 4) | Harold Arlen, Johnny Mercer | 3:23  |

## Personnel
- Bill Evans : piano
- Scott LaFaro : contrebasse
- Paul Motian : batterie

## À propos du disque
Cet album est le premier album enregistré du mythique trio Bill Evans/Scott LaFaro/Paul Motian. Ce trio a révolutionné l'histoire du trio jazz. Dans ce groupe, les trois partenaires, rompant avec la tradition où contrebassiste et batteur se cantonnaient à un rôle d'accompagnement, se livrent à une véritable « improvisation à trois ». Il y a une synergie constante (« interplay ») entre les trois musiciens. Dans Portrait in jazz, cet « interplay » n'est pas encore totalement maitrisé, mais on peut déjà l'entendre sur certaines pièces. Autumn leaves en est déjà un très bon exemple.
Le répertoire est composé essentiellement de Standards de jazz tirés de comédies musicales de Broadway. On trouve aussi Autumn leaves (alias Les Feuilles mortes - musique de Joseph Kosma) et la valse Someday my prince will come tirée de la musique du film de Walt Disney Blanche-Neige et les Sept Nains. Deux titres sont des compositions du pianiste :
- Peri's Scope est une composition du pianiste écrite en hommage à Peri Cousins, sa compagne afro-américaine dans les années 50.
- Blue in green, qu'on pouvait déjà entendre sur le disque Kind of blue de Miles Davis, est cosigné Davis/Evans. En fait, Davis n'aurait écrit que les deux premiers accords et aurait laissé le pianiste écrire la suite de la grille harmonique et la mélodie. Il est à noter qu'on pouvait déjà entendre ces deux même accords (sol mineur & la augmenté) avec les mêmes « voicings » joués par Evans sur l'intro de Alone together sur le disque de Chet Baker, Chet (Riverside, 1958).